# Claudine Emonet
Claudine Emonet (* 13. Februar 1962 in Sallanches) ist eine ehemalige französische Skirennläuferin. 
Die jüngere Schwester von Patricia Emonet war eine erfolgreiche Athletin des französischen Teams in den 1980er Jahren. Ihre Spezialdisziplinen waren Abfahrt und Super-G. Emonet konnte nie ein Weltcuprennen gewinnen, ihre besten Platzierungen waren ein zweiter Rang in der Abfahrt in San Sicario am 15. Dezember 1982 (hinter Caroline Attia) und ein dritter Platz in der Abfahrt von Saint-Gervais-les-Bains am 20. Januar 1985. Bei den Weltmeisterschaften 1989 in Vail fuhr sie in der Abfahrt auf den zehnten Platz. 1983 wurde sie französische Meisterin in der Kombination und 1985 in der Abfahrt. Emonet beendete ihre Karriere 1990.